# Мъри Кригър
Мъри Кригър (на английски: Murray Krieger; р. 27 ноември 1923 г., Нюарк, Ню Джърси – п. 5 август 2000 г.) e американски литературен теоретик и историк. Един от водещите новокритици, той е сред инициаторите на създаването през 1976 г. на Училището по литературознание и Теория, което се превръща в един от влиятелните форуми в литературознанието на САЩ.

## Биография
След като завършва общинска гимназия в родния си Нюарк, Мъри Кригър записва Университета Рутгърс през 1942 г. През 1942 г. напуска този си първи университет, за да постъпи в армията. Времето на Втората световна война изкарва в Индия, а през 1946 г. минава в запаса. Петдесет години по-късно той продължава да си спомня с ужас като свидетел големия глад в Бенгал през 1943-44 г. и твърди, че преживяното там го е насочило към въпроса за политическите измерения на изкуството и литературата и че всъщност това го е накарало да запише магистратура в Чикагския университет. По ирония на съдбата тъкмо в Чикаго Кригър развива интереса си към формалните качества на литературния език, което пренасочва заниманията му от политическите употреби на изкуството към анализа на езиковите фигури и природата на естетическата илюзия.
След като получава магистърска степен в Чикагския университет през 1948 г., Кригър се записва като докторант в Щатския университет на Охайо, където защитава дисертацията си през 1952 г. Четири години по-късно той публикува „Новите апологети на поезията“ – теоретическо изследване върху американското Ново литературознание.
Преди да се установи окончателно в Калифорнийския университет в Ървайн през 1967 г. Мъри Кригър е професор в университетите на Минесота (1952-58), Илинойс (1958-63) и Айова (1963-66).

## Идеи
Творчеството на Кригър е съсредоточено върху природата на художествената проза и как тя разкрива конструираната природа на всички форми на репрезентация. Според него литературата е „основно средство за нашето освобождаване от ограниченията на идеологията и произволните вярвания.“ Той настоява, че литературата е различна от другите видове дискурс, защото тя никога не настоява, че нейните фикционални форми са нещо друго, освен измислици, илюзия. Кригър твърди, че литературната илюзия, като илюзия, предлага на обществото критична гледна точка към идеологическите системи.

## Признание
През живота си проф. Кригър получава множество награди и отличия, сред които са членството в Американската академия на изкуствата и науките (1983), Хумболтова награда (1985), медалът на Калифорнийския университет в Ървайн (1990) и наградата „Даниъл Олдрич“ за изключителен принос в университетската работа (1993). След пенсионирането си през 1994 г. той е ангажиран като професор изследовател и продължава да пише и преподава по целия свят до самата си смърт шест години по-късно. 
През 1999 г. Калифорнийският университет в Ървайн кръщава на негово име един от изследователските си корпуси, Murray Krieger Hall, като признание за заслугите му към университета. , 

## Произведения
- The New Apologists for Poetry (Новите апологети на поезията) (1956)
- The Tragic Vision (Трагическият поглед) (1960)
- The Problems of Aesthetics: A Book of Readings (Проблемите на естетиката: книга с прочити) (1963), заедно с Елисео Вивас
- A Window to Criticism (Прозорец към литературознанието) (1964)
- Play and Place of Criticism (Играта и мястото на литературознанието) (1967)
- The Classic Vision: The Retreat from Extremity in Modern Literature (Класическият поглед: Оттеглянето от екстремността в съвременната литература) (1971)
- Literature and History (Литература и история) (1974), заедно с Ралф Коен
- Theory of Criticism: A Tradition and Its System (Теория на литературознанието: Традицията и нейната система) (1976)
- Poetic Presence & Illusion: Essays in Critical History & Theory (Поетическото присъствие и илюзия: Есета по история на литературознанието и история на литературната теория) (1979)
- Arts on the Level (Изкуствата на ниво) (1981)
- Words about Words about Words: Theory, Criticism & the Literary Text (Думи за думите за думите: Теорията, литературната наука и литературният текст) (1988)
- A Reopening of Closure (Възобновяване на затварянето) (1989)
- Ekphrasis: The Illusion of the Natural Sign (Екфразисът: Илюзията за естествения знак) (1992)
- The Institution of Theory (Институцията на Теорията) (1994)

### Редакция и съставителство
- Northrop Frye in Modern Criticism (Нортръп Фрай в съвременното литературознание) (1966)
- Directions for Criticism: Structuralism & its Alternatives (Насоки за литературознанието: Структурализмът и неговите алтернативи) (1977), съсъставител заедно с Л. С. Дембоу
- Aims of Representation: Subject, Text, History (Цели на репрезентацията: Субектът, текстът, историята) (1993)